# Score (nombre de points)
Pour les articles homonymes, voir Score.

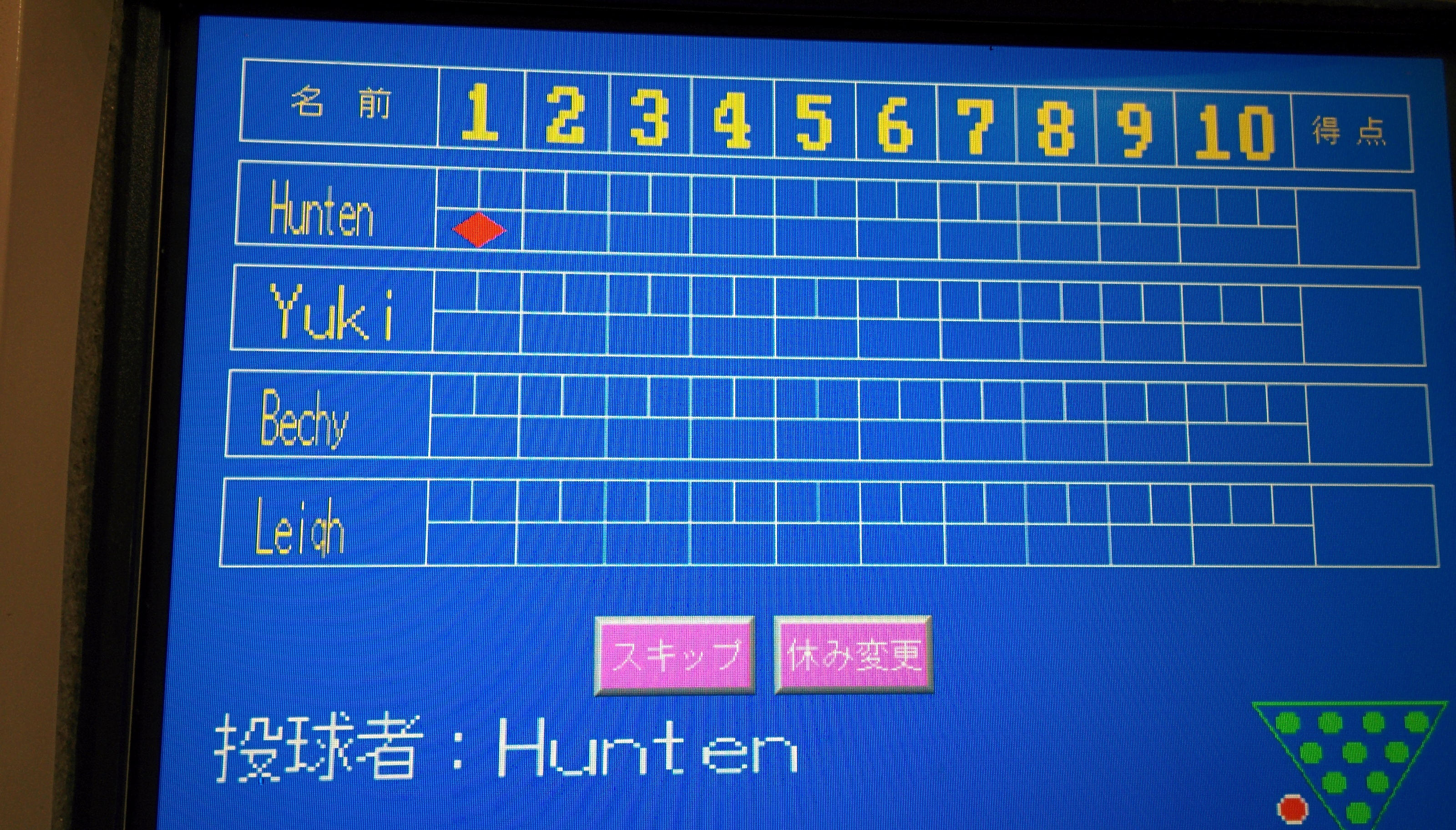
Le tableau de score d'un jeu de bowling.

Le score désigne dans certains jeux et certains sports, le nombre de points qu'un joueur, une équipe ou un concurrent a marqués (par exemple des buts au football).
Lorsque la différence de points est nulle entre les deux équipes, on parle de match nul.

## Sport
On donne ce score sous la forme de deux nombres séparés par un trait d'union, par exemple :
- 0-0 : match nul ;
- 1-0 : un but marqué en faveur de la première équipe ;
- 0-1 : un but marqué en faveur de la seconde équipe ;
- 1-1 : match nul.

## Jeu vidéo
- La liste des meilleurs scores est appelée high score.
- Le scoring est une manière de jouer à un jeu vidéo afin d'optimiser le score.